# Alfred Böhm (MfS-Mitarbeiter)
Alfred Böhm (* 23. August 1913 in Leipzig; † 12. Oktober 1982) war Leiter der Bezirksverwaltung Neubrandenburg der  DDR-Staatssicherheit.

## Leben
Böhm, Sohn eines Brunnenbauers, erlernte nach dem Besuch der Volksschule von 1928 bis 1931 den Beruf eines Tischlers. Er trat dem Kommunistischen Jugendverband Deutschlands und 1931 der Kommunistischen Partei Deutschlands (KPD) bei. Nach der Lehre war er bis 1935 arbeitslos.
Nach der „Machtergreifung“ der Nationalsozialisten 1933 leistete Böhm illegale Widerstandsarbeit. Am 15. März 1935 wurde er verhaftet und vom Oberlandesgericht Dresden wegen seiner illegalen Arbeit in der KPD zu fünf Jahren Zuchthaus verurteilt. Die Strafe verbüßte er bis Mai 1939 im Zuchthaus Zwickau, davon 36 Monate in Einzelhaft. Nach Ablauf der Haftzeit erfolgte am 9. Mai 1939 seine Überführung in das KZ Sachsenhausen. Dort setzte er mit den späteren MfS-Offizieren Richard Reuscher und Helmut Welz in der Widerstandsgruppe um Ernst Schneller seine illegale Tätigkeit fort. Am 7. November 1944 wurde Böhm in das Strafbataillon Dirlewanger gepresst. Er trug dazu bei, dass fast die ganze Einheit innerhalb weniger Tage Fronteinsatz mit ihm am 15. Dezember 1944 zur Roten Armee überlief. Bis 19. Juli 1947 verblieb er dann in sowjetischer Kriegsgefangenschaft. Während dieser Zeit organisierte er mit anderen Genossen die politische Arbeit in mehreren Kriegsgefangenenlagern.
Nach der Rückkehr in seine Heimatstadt Leipzig wurde Böhm 1947 Mitglied der Sozialistischen Einheitspartei Deutschlands (SED) und trat in die Deutsche Volkspolizei ein. Er wurde Offizier bei der K 5 (politische Polizei) und brachte es bis zum VP-Rat (entsprach dem späteren Hauptmann der VP). Am 1. Juli 1950 erfolgte seine Übernahme zum MfS mit gleichzeitiger Beförderung zum VP-Oberrat. Er begann seinen Dienst in der Kreisdienststelle Leipzig des MfS. Im Jahr 1951 wurde er zur Abteilung VI (Staatsapparat, Parteien) des MfS nach Berlin versetzt, war 1953 dort kommissarischer Leiter. Am 1. April 1956 wurde er im Rang eines Majors als Stellvertreter Operativ des Leiters der MfS-Bezirksverwaltung Neubrandenburg eingesetzt. 1959/60 besuchte Böhm die Parteihochschule „Karl Marx“ der SED. 1965 wurde er schließlich als Nachfolger von Oberst Gustav Szinda Leiter der Bezirksverwaltung Neubrandenburg. Von 1967 bis 1979 war Böhm zudem Mitglied der SED-Bezirksleitung. 1975 erfolgte seine Ernennung zum Generalmajor. 1977 wurde er entlassen und lebte als Rentner in Neubrandenburg.

## Auszeichnungen
- 1947 Ehrenzeichen der Deutschen Volkspolizei
- 1957 Verdienstmedaille der Nationalen Volksarmee in Silber
- 1957 Medaille für treue Dienste in der Nationalen Volksarmee
- 1958 Vaterländischer Verdienstorden in Bronze und 1973 in Gold